# ヨヴァン・タナシイェヴィッチ
ヨヴァン・タナシイェヴィッチ（セルビア語: Joвaн Taнacиjeвић, 英語: Jovan Tanasijević, 1978年1月20日 - ）は、ユーゴスラビア（現・コソボ）・プリシュティナ出身のサッカー選手。ポジションはDF。

## 来歴
FKプリシュティナ、FKヴォイヴォディナ・ノヴィ・サドを経て、2003年、ロシアのディナモ・モスクワへ移籍をした。同年3月16日の対アラニア・ウラジカフカス戦で、ロシアリーグデビューをした。2006年、FCロストフへレンタル。2009年、ディナモとの契約が終了。その後、3部に所属しているFCサリュート・ベルゴロドへ移籍をしたが、出場は8試合に留まった。2011年からFKインジヤでプレーをした。

## 代表
2007年7月24日、ハンガリー代表との試合でモンテネグロ代表としてデビューをした。

## 所属クラブ
- FKプリシュティナ 1994-1997
- FKヴォイヴォディナ・ノヴィ・サド 1997-2002
- FCディナモ・モスクワ 2003-2009

→ FCロストフ 2006 （loan）
- FCサリュート・ベルゴロド 2010
- FKインジヤ 2011